# Szandzsák Demokratikus Akció Pártja
A Szandzsák Demokratikus Akció Pártja (bosnyákul és szerbül Stranka demokratske akcije Sandžaka) egy bosnyák kisebbségvédelmi párt Szerbiában.

## Története
A Szandzsák Demokratikus Akció Pártját 1990. július 29-én alapították meg Novi Pazarban, a boszniai székhelyű Demokratikus Akció Pártja szerbiai szervezeteként. 1992-ben Bosznia-Hercegovina levált Jugoszláviáról, így a szerbiai szervezet is függetlenedett az eredeti párttól.
A párt sikerei közé tartozik a szerbiai Bosnyák Nemzeti Tanács létrehozása Novi Pazarban, amely hivatalosan az ország bosnyák kisebbségéért felel. 2014 októberében tartották Szerbiában az első kisebbségi parlamenti választásokat, amelyen a bosnyák kisebbség nevében a Szandzsák Demokratikus Akció Pártja is elindult. Az első választások a párt 19 mandátumot szerzett a lehetséges 35-ből (a maradék 16 mandátumon a Muamer Zukorlić vezette Igazság és Megbékélés Pártja osztozott).

## Választási eredmények
| Választás | Szavazatok száma | Szavazatok aránya | Mandátumok száma | Mandátumok aránya | Parlamenti szerepe |
| --------- | ---------------- | ----------------- | ---------------- | ----------------- | ------------------ |
| 1990-es   | 68 446           | 1,66%             | 3                | 1,2%              | ellenzék           |
| 1992-es   | -                | -                 | 0                | 0%                | nem indult         |
| 1993-as   | -                | -                 | 0                | 0%                | nem indult         |
| 1997-es1  | 84 156           | 1,67%             | 3                | 1,2%              | ellenzék           |
| 2000-es   | -                | -                 | 0                | 0%                | nem indult         |
| 2003-as2  | 481 249          | 12,58%            | 1                | 0,4%              | ellenzék           |
| 2007-es1  | 33 823           | 0,84%             | 2                | 0,8%              | ellenzék           |
| 2008-as1  | 38 148           | 0,92%             | 1                | 0,4%              | kormánypárt        |
| 2012-es   | 27 708           | 0,71%             | 2                | 0,8%              | kormánypárt        |
| 2014-es   | 35 157           | 0,98%             | 3                | 1,2%              | ellenzék           |
| 2016-os   | 30 092           | 0,80%             | 2                | 0,8%              | ellenzék           |
| 2020-as   | 24 676           | 0,77%             | 3                | 1,2%              | ellenzék           |
| 2022-es   | 20 553           | 0,56%             | 2                | 0,8%              | ellenzék           |

1 A Szandzsákért Lista eredménye, melynek vezető ereje a Szandzsák Demokratikus Akció Pártja.
2 A Demokrata Párttal és még sok más kisebb párttal közös listán.

## Könyvek
- Ahrens, Geert-Hinrich. Diplomacy on the Edge: Containment of Ethnic Conflict and the Minorities Working Group of the Conferences on Yugoslavia. Washington, D. C.: Woodrow Wilson Center Press (2007). ISBN 978-0801885570
- Bugajski, Janusz. Ethnic Politics in Eastern Europe: A Guide to Nationality Policies, Organizations, and Parties. Amonk, NY: M. E. Sharpe (1994). ISBN 1563242826
- Muslim Identity and the Balkan State. London: C. Hurst & Co. Publishers (1997). ISBN 1850652767
- Party Politics in the Western Balkans. London: Routledge (2013). ISBN 978-1135235857
- On Fissions and Fusions of Ethnic Minority Parties, New Nation-States and National Minorities. Colchester: ECPR Press (2014). ISBN 978-1907301865
- Managing a Global Workforce: Challenges and Opportunities in International Human Resource Management. Armonk, NY: M. E. Sharpe (2006). ISBN 0765620162